# Miranda Otto
Miranda Otto (ur. 15 grudnia 1967 w Brisbane) – australijska aktorka teatralna, telewizyjna i filmowa.
Rozpoczęła karierę aktorską w 1986 roku, w wieku osiemnastu lat. Występowała w różnych filmach, zarówno niezależnych, jak i z wielkich wytwórni filmowych. Jej pierwszym ważnym filmem była Emma’s War, gdzie zagrała nastolatkę, która przenosi się w australijski busz w trakcie II wojny światowej.
Po dekadzie cenionych przez krytyków ról w australijskich filmach zyskała uwagę Hollywoodu, po pojawieniu się w rolach drugoplanowych w Cienkiej czerwonej linii i Co kryje prawda. Stała się powszechnie znana dzięki zagraniu postaci Éowiny w trylogii filmowej Władca Pierścieni Petera Jacksona.

## Życiorys
Córka aktorskiej pary Barry’ego i Lindsay Otto, siostra Gracie Otto. Wychowywała się w Newcastle i Brisbane, a krótko przebywała w Hongkongu, po rozwodzie rodziców w 1974 roku. Spędzała weekendy i wakacje z ojcem w Sydney, a za jego sprawą zainteresowała się aktorstwem. W latach dzieciństwa, z przyjaciółmi w wolnym czasie pisała scenariusze oraz projektowała kostiumy i latawce. Otto wystąpiła w kilku sztukach w Nimrod Theatre, które zwróciły uwagę reżyser castingu, Faith Martin. Następnie, w 1986 roku, Otto otrzymała rolę w drugowojennym dramacie Emma’s War.
Chciała zostać baletnicą, ale została zmuszona do porzucenia tego pragnienia ze względu na umiarkowaną skoliozę. Ukończyła National Institute of Dramatic Art w Sydney, w 1990 roku. Przedtem pojawiła się w drobnych rolach filmowych, w Initiation (1987) i Trzynastym piętrze (1988).

## Życie prywatne
1 stycznia 2003 roku Otto poślubiła aktora Petera O’Briena, po dwóch spotkaniach w trakcie spektaklu Dom lalki. Mają jedno dziecko, córkę Darcey, która urodziła się 1 kwietnia 2005 roku. Od tego momentu Otto ograniczyła swoją pracę, by spędzać czas z rodziną w ich domu w Australii.
W wywiadzie z 2004 aktorka stwierdziła, że ma nadzieję, iż nigdy nie będzie tak sławna, jak australijska koleżanka po fachu, Nicole Kidman – „nie wiem, czy mogłabym kiedykolwiek sobie z tym poradzić”.

## Kariera
Pierwsza rola filmowa Otto w 1991 roku (po ukończeniu studiów) w The Girl Who Came Late była przełomem, którym zwróciła na siebie uwagę australijskiego przemysłu filmowego i ogółu publiczności. W filmie, reżyserowanym przez Kathy Mueller, zagrała rolę młodej kobiety, Nell Tiscowitz, która może komunikować się z końmi. Jej postać przyniosła Otto pierwszą nominację Australian Film Institute dla „Najlepszej aktorki” w następnym roku.
Jej kolejna rola przyszła wraz z filmem The Last Days of Chez Nous, który przedstawiał złożone relacje między członkami australijskiej rodziny. Ten obraz zapewnił Otto jej drugą nominację Australian Film Institute, tym razem dla „Najlepszej aktorki drugoplanowej”. W 1993 wystąpiła z Noah Taylorem w prowokacyjnej komedii Nostradamus Kid, która została oparta na wspomnieniach Boba Ellisa z lat 60. Otto zaangażowała się w ten film, ponieważ była „zafascynowana tym okresem i ludźmi, którzy z niego się wywodzili”. Mała rola w niezależnej produkcji Sex Is a Four Letter Word przyszła w 1995 roku.
W tym samym roku zaczęła wątpić w wybór kariery życiowej, kiedy nie dostała roli o którą starała się w castingu. Uciekła do swego domu w Newcastle na prawie rok, podczas którego malowała dom matki. W 1996 roku reżyser Shirley Barrett obsadziła ją w roli nieśmiałej kelnerki w Love Serenade. Otto zagrała Dimity Hurley, samotną młodą kobietę, która konkuruje ze starszą siostrą Vicki-Ann o uwagę słynnego didżeja z Brisbane. W następnym roku wystąpiła w filmach The Well i Doing Time for Patsy Cline. Kiedy Otto otrzymała scenariusz pierwszego z nich, odmówiła przeczytania go, obawiając się, że nie otrzyma tej roli. Uważała, że nie może przekonywająco zagrać osiemnastoletniej Katheriny, mając w tym czasie lat trzydzieści. W filmie, w reżyserii Samanthy Lang, zagrała nastolatkę uwikłaną w klaustrofobiczną relację z samotną, starszą kobietą. Obraz zebrał mieszane recenzje – krytyk Paul Fisher napisał, że występ Otto nie był „przekonywający”, „grała kolejną, szablonową postać, która mało ujawnia”, podczas gdy Louise Keller stwierdziła, że aktorka pokazała „swój dotychczas najlepszy występ sceniczny”. Za ten film Otto otrzymała swoją trzecią nominację Australian Film Institute. Później, w tym samym roku, zagrała z Richardem Roxburghiem w Marząc o Patsy Cline. Niskobudżetowy, australijski film wymagał od niej wykonania standardów muzyki country, zebrał również mieszane recenzje od krytyków.
Wkrótce po premierze obu tych filmów, magazyny i inne media zainteresowały się aktorką. W 1997 roku Otto zaczęła spotykać się z Roxburghiem, partnerem z Marząc o Patsy Cline. Ich związek uczynił ją regularnym tematem australijskich tabloidów i mediów, roli do której nieprzywykła.

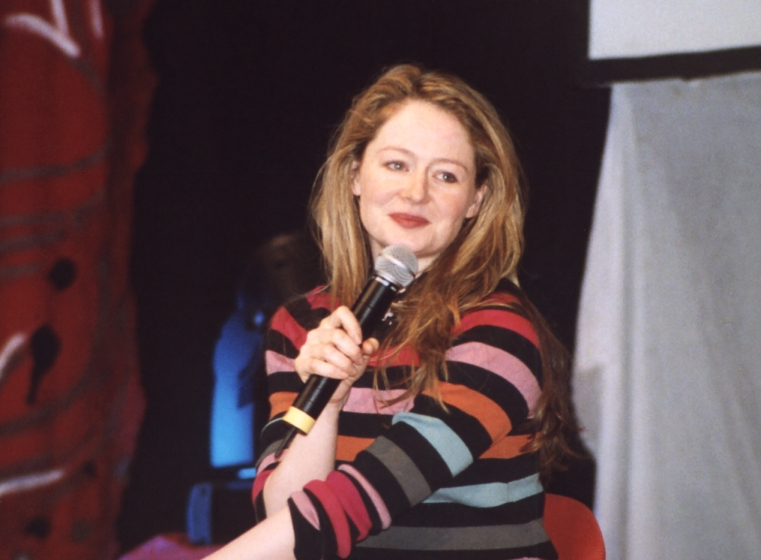
Otto na konwencie Ring Co w Fuldzie (2006)

Następnym projektem aktorki była romantyczna komedia Zagubione listy (1998). Był to pierwszy wspólny film Otto i jej ojca, który zagrał tam krótki epizod. In the Winter Dark, w reżyserii Jamesa Bogle’a, trafił do kin w tym samym roku. Otto wcieliła się tam w Ronnie, kobietę w ciąży, niedawno porzuconą przez chłopaka. Film był sukcesem w oczach krytyki, a aktorka po raz czwarty została nominowana do nagrody Australian Film Institute. Mała rola w Cienkiej czerwonej linii doprowadziła do dalszych filmowych angaży poza Australią, takich jak we Włoszech, gdzie zagrała w niskobudżetowym filmie La volpe a tre zampe, wyprodukowanym w 2001 roku i nadanym w tamtejszej telewizji po raz pierwszy w marcu 2009.
Jej pierwszą hollywoodzką rolą, u boku Harrisona Forda i Michelle Pfeiffer, był thriller Co kryje prawda z 2000 roku. Zagrała Mary Feur, tajemniczą sąsiadkę. Obraz spotkał się z mieszanymi opiniami, ale był międzynarodowym sukcesem, zarabiając 291 milionów dolarów. W 2001 roku wystąpiła jako przyrodnik w Wojnie plemników. Scenarzysta Charlie Kauffman, pod wrażeniem jej przesłuchania dwa lata wcześniej do jego filmu Być jak John Malkovich, zorganizował Otto próbę i spotkanie z reżyserem, Michelem Gondry’m. Film był zarówno komercyjnym, jak i artystycznym rozczarowaniem. Krytyk Jeffrey M. Anderson zganił francuski akcent aktorki i napisał, że „nie wydaje się łapać, co się wokół niej dzieje”. W tym samym roku wystąpiła także w adaptacji The Way We Live Now Anthony’ego Trollope’a, produkcji BBC, w roli upartej Amerykanki z Południa, zdeterminowanej, by zmanipulować postać Cilliana Murphy’ego i nakłonić do ożenku z nią.
W 1999 roku Otto obsadzono jako Éowinę, wojowniczkę z Rohanu, w trylogii filmowej Władca Pierścieni. Reżyser Peter Jackson wybrał ją zaraz po obejrzeniu video przesłuchania, jakie nakręciła w Australii. Dla tej roli aktorka spędziła sześć tygodni na nauce choreografii kaskaderów i jazdy konnej. Postać Otto pojawiła się w części drugiej, Władcy Pierścieni: Dwóch wieżach w 2002 roku oraz w trzeciej, Władca Pierścieni: Powrocie króla, w następnym roku. Trylogia była sukcesem filmowym i finansowym, a trzecia część otrzymała Nagrodę Akademii dla „Najlepszego Filmu” w 2004 roku. Występ Otto przyniósł jej nominację dla „Najlepszej Aktorki Drugoplanowej” od Academy of Science Fiction, Fantasy & Horror Films.
Następnym projektem aktorki był australijski, telewizyjny miniserial Through My Eyes: The Lindy Chamberlain Story (2004). Obraz ten to dramat, który przedstawia losy kobiety skazanej (w 1982 roku) za zamordowanie córki, Azarii, w jednym z najbardziej nagłośnionych australijskich procesów o zabójstwo. Otto została zaangażowana w roli Chamberlain po tym jak jej mąż, Peter O’Brien, został obsadzony w roli oskarżyciela. Aktorka zwróciła uwagę na tę postać, ponieważ dawała jej „perspektywę poznania niekonwencjonalnego charakteru”. W 2005 roku za tę rolę otrzymała nagrodę Logie Awards, w kategorii „Najlepsza aktorka w serialu dramatycznym”.
Reżyser Steven Spielberg, pod wrażeniem występu Otto we Władcy Pierścieni, skontaktował się z nią, by zapytać, czy zagrałaby obok Toma Cruise’a w wysokobudżetowym filmie science fiction Wojna światów (2005). Aktorka, wtedy w ciąży, sądziła, że będzie musiała odrzucić tę rolę, ale scenariusz został przerobiony, by jej dogodzić. Po narodzinach córki, rozpoczęła swoisty odpoczynek od filmów, aby skoncentrować się na macierzyństwie oraz występach teatralnych w Australii.
W 2007 roku zagrała Cricket Stewart, żonę popularnego reżysera, w telewizyjnym miniserialu Żona wstępna. W tym samym roku wystąpiła w telewizyjnym serialu Kaszmirowa mafia. Wcieliła się tam w rolę Juliet Draper, kobiety sukcesu, która musi polegać na swoich przyjaciołach, by pogodzić wymagania kariery z rodziną w Nowym Jorku. Otto zdecydowała się zagrać w tym serialu, bowiem wedle jej słów, „amerykańska telewizja jest w tej chwili tak interesująca, a szczególnie postacie kobiece są fantastyczne”, a ponadto „lubi pomysł prowadzenia postaci przez długi czas oraz rozwijanie jej”. Kolejna seria została jednak odwołana w maju 2008 roku.
W teatralnym debiucie wystąpiła w 1986 roku, w sztuce The Bitter Tears of Petra Von Kant, dla Sydney Theatre Company. Trzy następne produkcje dla STC przyszły w końcu lat osiemdziesiątych i na początku dziewięćdziesiątych. W 2002 roku wróciła na scenę, grając Norę Helmer w Domu lalki, razem ze swym późniejszym mężem. Występ Otto przyniósł jej w 2003 nominację do Helpmann Award i MO Award dla „Najlepszej aktorki”.
Następną rolą teatralną był psychologiczny thriller Boy Gets Girl (2005), w którym zagrała Teresę, dziennikarkę z nowojorskiego magazynu. Zobowiązała się do udziału w projekcie, nim okazało się, że jest w ciąży. Reżyser Robyn Nevin przełożyła premierę z grudnia 2004 na wrzesień 2005, tak żeby Otto mogła wystąpić. W 2005 Nevin rozpoczęła przygotowania do sztuki specjalnie zleconej dla Otto.

## Filmografia
| Rok  | Tytuł produkcji                              | Rola              | Uwagi |
| ---- | -------------------------------------------- | ----------------- | --- |
| 1986 | Emma’s War                                   | Emma Grange       | |
| 1987 | Initiation                                   | Stevie            | |
| 1988 | The Flying Doctors                           | Amy Brodie        | serial telewizyjny (sezon 3, odcinek 18) |
| 1988 | A Country Practice                           | Millie Allcott    | serial telewizyjny (sezon 8, odcinki 7-10) |
| 1988 | The 13th Floor                               | Rebecca           | |
| 1991 | Hampton Cour                                 | Melissa           | serial telewizyjny (sezon 1, odcinek 1) |
| 1991 | The Girl Who Came Late                       | Nell Tiscowitz    | nominacja Australian Film Institute w kategorii „Najlepsza aktorka w roli głównej” |
| 1991 | Heroes II: The Return                        | Roma Page         | film telewizyjny |
| 1992 | The Last Days of Chez Nous                   | Annie             | nominacja Australian Film Institute „Najlepsza aktorka w roli drugoplanowej”, nominacja Film Critics Circle of Australia „Najlepsza aktorka w roli drugoplanowej” |
| 1993 | The Nostradamus Kid                          | Jennie O’Brien    | |
| 1994 | G.P.                                         | Elizabeth Wiggins | serial telewizyjny (sezon 6, odcinek 14) |
| 1995 | Police Rescue                                | Amanda            | serial telewizyjny (sezon 4, odcinek 1) |
| 1995 | Sex Is a Four Letter Word                    | Viv               | |
| 1996 | Love Serenade                                | Dimity Hurley     | |
| 1997 | The Well                                     | Katherine         | nominacja Australian Film Institute „Najlepszy występ aktorki w roli głównej”, nominacja Film Critics Circle of Australia „Najlepsza aktorka” |
| 1997 | True Love and Chaos                          | Mimi              | |
| 1997 | Doing Time for Patsy Cline                   | Patsy Cline       | |
| 1998 | Zagubione listy                              | Alice Walsh       | nominacja Film Critics Circle of Australia „Najlepsza aktorka” |
| 1998 | In the Winter Dark                           | Ronnie            | nominacja Australian Film Institute „Najlepszy występ aktorki w roli drugoplanowej” |
| 1998 | Cienka czerwona linia                        | Marty Bell        | nagroda Satellite Awards „Wybitny występ obsady filmowej” (wyróżnienie zbiorowe) |
| 1999 | The Jack Bull                                | Cora Redding      | film telewizyjny |
| 2000 | Kin                                          | Anna              | |
| 2000 | Co kryje prawda                              | Mary Feur         | |
| 2001 | La volpe a tre zampe                         | Ruth              | |
| 2001 | Wojna plemników                              | Gabrielle         | |
| 2001 | The Way We Live Now                          | pani Hurtle       | miniserial telewizyjny |
| 2002 | Doctor Sleep                                 | Clara Strother    | |
| 2002 | Julia wraca do domu                          | Julie Makowsky    | nagroda Newport Beach Film Festival „Najlepsza aktorka” |
| 2002 | Władca Pierścieni: Dwie wieże                | Éowina            | nominacja Empire Award „Najlepsza aktorka”, nagroda Phoenix Film Critics Society Award „Najlepsza obsada” (wyróżnienie zbiorowe), nominacja Screen Actors Guild Award „Wybitny występ obsady filmowej” (wyróżnienie zbiorowe), nominacja DVD Exclusive Awards „Najlepszy komentarz audio” (wyróżnienie zbiorowe) |
| 2003 | Danny Deckchair                              | Glenda Lake       | |
| 2003 | Władca Pierścieni: Powrót króla              | Éowina            | nagroda Broadcast Film Critics Association Award „Najlepsza obsada” (wyróżnienie zbiorowe), nagroda National Board of Review Award „Najlepsza obsada” (wyróżnienie zbiorowe), nagroda Saturn „Najlepsza aktorka drugoplanowa” nominacja Phoenix Film Critics Society Award „Najlepsza obsada” (wyróżnienie zbiorowe), nagroda Screen Actors Guild Award „Wybitny występ obsady filmowej” (wyróżnienie zbiorowe) nominacja Utah Film Critics Association Awards „Najlepsza aktorka w roli drugoplanowej” nagroda Online Film Critics Society Awards „Najlepsza obsada” (wyróżnienie zbiorowe) |
| 2004 | W kryjówce mojego ojca                       | Penny             | |
| 2004 | Through My Eyes: The Lindy Chamberlain Story | Lindy Chamberlain | miniserial telewizyjny, nagroda Logie Award (Silver Logie) „Najbardziej wybitna aktorka w serialu”, nominacja Australian Film Institute „Najlepsza aktorka w roli głównej w telewizji” |
| 2004 | Lot Feniksa                                  | Kelly Johnson     | |
| 2005 | Wojna światów                                | Mary Ann Davis    | |
| 2007 | Żona wstępna                                 | Cricket Stewart   | miniserial telewizyjny |
| 2007 | Kaszmirowa mafia                             | Juliet Draper     | serial telewizyjny |
| 2009 | Schadenfreude                                | kelnerka          | |
| 2009 | In Her Skin                                  | pani Barber       | |
| 2009 | Blessed                                      | Bianca            | |
| 2009 | A Marriage                                   | Abby Gabriel      | film telewizyjny |
| 2010 | South Solitary                               | Meredith          | nominacja Film Critics Circle of Australia „Najlepsza aktorka” |
| 2011 | Locke & Key                                  | Nina Locke        | |
| 2012 | Zagadki kryminalne panny Fisher              | Lydia Andrews     | serial telewizyjny (sezon 1, odcinek 1) |
| 2013 | Reaching for the Moon                        | Elizabeth Bishop  | |
| 2013 | The Turning                                  | Sherry            | |
| 2014 | Ja, Frankenstein                             | Leonora           | |
| 2014 | Eskorta                                      | Theoline Belknapp | |
| 2014 | Rake                                         | Maddy Deane       | serial telewizyjny |
| 2015 | Homeland                                     | Allison Carr      | serial TV |
| 2015 | Powrót                                       | Charlotte         | |
| 2018 | Kochanek idealny                             | projektantka      | |
| 2018 | Chilling Adventures of Sabrina               | Zelda Spellman    | serial TV |